# Nível aberto
No contexto de orbitais atômicos, um nível aberto ou um nível fechado são conceitos sobre configurações eletrônicas em átomos e moléculas e em suas reações.
Um nível aberto é um nível de valência o qual não é completamente preenchido com elétrons ou que não tenha doado todos seus elétrons de valência através de ligações químicas com outros átomos ou moléculas durante uma reação química. Átomos geralmente alcançam uma configuração de gás nobre numa molécula. Os gases nobres (He, Ne, Ar, Kr, Xe, Rn) não são reativos e tem configurações 1s² (He), 1s²2s²2p6 (Ne), 1s²2s²2p63s²3p6 (Ar), etc..
Para moléculas significa que há elétrons não pareados. Em teoria dos orbitais moleculares, isto leva a orbitais moleculares que estão ocupados individualmente. Em implementações de química computacional em teoria de orbitais moleculares, moléculas de níveis abertos têm de ser tratadas, quer pelo método de Hartree-Fock restrito para nível aberto ou o método Hartree-Fock irrestrito.
Da mesma forma um nível fechado ou configuração de nível fechado é obtido com o nível de valência completamente preenchido. Essa configuração é muito estável. Em outro sentido uma configuração de nível fechado corresponde ao estado com todos os orbitais moleculares duplamente ocupados ou vazios (o estado dirradical (singleto)).